# 公害防止事業費事業者負担法
公害防止事業費事業者負担法（こうがいぼうしじぎょうじぎょうしゃふたんほう、昭和45年12月25日法律第133号）は、公害防止事業の費用負担の範囲や負担額の算定に関する法律である。

## 趣旨
この法律は、公害防止事業に要する費用の事業者負担に関し、公害防止事業の範囲、事業者の負担の対象となる費用の範囲、各事業者に負担させる額の算定その他必要な事項を定めるものとする（法1条）。

## 構成
- 第1章 - 総則（第1条 - 第2条の2）
  - 第2条の2 - 事業者の負担
- 第2章 - 事業者の負担総額及び事業者負担金（第3条 - 第5条）
  - 第3条 - 費用を負担させる事業者の範囲
  - 第4条 - 事業者の負担総額
- 第3章 - 事業者負担金の決定及び納付（第6条 - 第14条）
  - 第6条 - 費用負担計画
  - 第12条 - 強制徴収
- 第4章 - 雑則（第15条 - 第21条）
  - 公害防止事業地域の事業者が報告、帳簿書類を提出せず又は虚偽の報告等した場合等は、三万円以下の罰金。
- 附則

## 内容

### 定義（第2条）
- 1 この法律において「公害」とは、環境基本法第2条第3項 に規定する下記の公害をいう。
  - 環境の保全上の支障のうち、事業活動等の人の活動に伴って生ずる相当範囲にわたる大気汚染、水質汚濁（水質以外の水の状態又は水底の底質(底質汚染）]が悪化することを含む。以下同じ）、土壌汚染、騒音、振動、地盤沈下及び悪臭によって、人の健康又は生活環境に係る被害が生ずることをいう。
- 2 この法律において「公害防止事業」とは、下記の事業で、事業活動による公害を防止するために事業者に費用の全部・一部を負担させるものとして国・地方公共団体が実施するものをいう。
  - 工場・事業場周辺地域の緑地等の施設の設置・管理の事業
  - 汚でいその他公害の原因となる物質がたい積（底質汚染）し、又は水質が汚濁している河川、湖沼、港湾その他の公共の用に供される水域において実施される浚渫（しゆんせつ）事業、導水事業等の事業
  - 公害の原因となる物質により被害が生じている農用地若しくは農業用施設又はダイオキシン類により土壌が汚染されている土地について実施される客土事業、施設改築事業その他の政令で定める事業
  - 下水道等の施設で特定の事業者の事業活動に主として利用されるものの設置の事業
  - 工場又は事業場の周辺にある住宅の移転の事業等

### 事業者の負担（第2条の2）
事業者は、その事業活動による公害を防止するために実施される公害防止事業について、その費用の全部又は一部を負担するものとする。

### 強制徴収（第12条）
- 1 事業者負担金を納付しない事業者があるときは、施行者は、督促状によつて納付すべき期限を指定して督促しなければならない。
- 2 前項の場合においては、施行者は、年14.5%の割合以下の延滞金を徴収することができる。

## 判例等
- 東京都が三菱ガス化学株式会社を相手に、高濃度の土壌汚染浄化の対策費用の負担を求めて提訴し、2006年2月9日付けで東京地方裁判所から東京都勝訴の判決がでている。
- 島根県は、馬潟工業団地の企業に対し底質汚染対策費用の負担を求め、地元企業は負担に応じている。しかし、住民は汚染原因者の費用負担が低いとして提訴している。
- 大阪府は2008年12月に三箇牧水路周辺の企業に対し底質汚染対策費用の負担を公害防止事業費事業者負担法に則り求めている。

## 適用事例
東京都から「東京都北区豊島五丁目地域ダイオキシン類土壌汚染対策計画」に係る費用負担を公害防止事業費事業者負担法を根拠に求められている。日産化学工業株式会社は、工場撤去直前まで、ダイオキシン類を生成する製造工程を稼動させていた事実がある。